# دهنه اخلمد
دهنه اخلمد، روستایی از توابع بخش مرکزی شهرستان چناران در استان خراسان رضوی ایران است.

## جمعیت
این روستا در دهستان چناران قرار دارد و این روستا براساس سرشماری مرکز آمار ایران سال ۱۳۹۰ دارای جمعیت کل ۵۱۴ و جمعیت مرد ۲۵۳ و جمعیت زن ۲۶۱ می‌باشد. تعداد خانوار این روستا ۱۶۰ خانوار و دارای تعداد واحد مسکونی ۱۶۰ می‌باشد.